# Ceratomerus campbelli
Ceratomerus campbelli är en tvåvingeart som beskrevs av Paramonov 1961. Ceratomerus campbelli ingår i släktet Ceratomerus och familjen Brachystomatidae. Inga underarter finns listade i Catalogue of Life.